# Eurostocepheus sajisei
Eurostocepheus sajisei är en kvalsterart som beskrevs av Corpuz-Raros 1979. Eurostocepheus sajisei ingår i släktet Eurostocepheus och familjen Otocepheidae. Inga underarter finns listade i Catalogue of Life.